# Edwin Johnson
 (juin 2019).
Si vous disposez d'ouvrages ou d'articles de référence ou si vous connaissez des sites web de qualité traitant du thème abordé ici, merci de compléter l'article en donnant les références utiles à sa vérifiabilité et en les liant à la section « Notes et références ».
Edwin Johnson (1842-1901) est un historien britannique, surtout connu pour sa critique radicale de l'historiographie chrétienne, ses recherches se situent dans la lignée de Bruno Bauer, S.A. Naber, et A. Pierson. Parmi ses œuvres on cite Antiqua Mater: A Study of Christian Origins (1887, publié à Londres de façon anonyme) et The Pauline Epistle: Re-studied and Explained (1894). 

## Biographie
Dans Antiqua Mater, Johnson examine un grand nombre de sources diverses relatives aux débuts du christianisme et « extérieures à l'Écriture », et il en vient à la conclusion qu'il n'existe aucune preuve documentaire fiable capable d'établir l'existence de Jésus-Christ ou des Apôtres. Selon lui le christianisme a évolué à partir d'un mouvement dans la diaspora juive, chez des gens que provisoirement il appelle les Hagioi. Ces juifs adhéraient à une interprétation libérale de la Torah avec une simplification des rites et des perspectives plus spirituelles. Hagioi est un mot grec signifiant « saints », « croyants », « disciples loyaux », ou « peuple de Dieu », et il est communément utilisé quand on parle des membres des premières communautés chrétiennes. C'est un terme qui a été d'un usage fréquent chez Paul, dans le Nouveau Testament, et dans quelques passages des Actes des Apôtres, qui font référence aux activités de Paul.
Le Gnosticisme, et en même temps certains cultes païens de Bacchus, sont également cités comme des précurseurs probables du christianisme. 
Dans The Pauline Epistles et The Rise of English Culture, Johnson en vient à cette proposition révolutionnaire que la totalité de ce qu'on appelle le Moyen Âge entre 700 et 1400 n'a jamais eu lieu mais a été inventé par des écrivains chrétiens qui ont créé des personnages et des événements imaginaires. Les Pères de l'Église, les Évangiles, saint Paul, les premiers textes chrétiens, ainsi que le christianisme en général, tout cela est identifié comme de simples créations littéraires qu'il attribue à des moines (surtout des Bénédictins), qui ont élaboré l'ensemble du mythe chrétien au début du XVIe siècle. Comme l'a dit un critique, Johnson « a pris le parti d'abolir toute l'histoire d'Angleterre avant la fin du XVe siècle. »
L'attitude critique de Johnson envers le christianisme rappelle les vues exprimées par Sir Isaac Newton, Wilhelm Kammeier, Jean Hardouin, Robert Baldauf et Christoph Marx. Des appels du même genre pour une révision radicale de la chronologie historique se retrouvent chez différents chercheurs modernes, parmi lesquels les chercheurs allemands Hermann Detering, Eugen Gabowitsch, Heribert Illig et Uwe Topper, ainsi que chez les mathématiciens russes Anatoly Fomenko et Gleb Nosovsky.